# Campionat piauiense

Campionat piauiense / Piauí

El Campionat Piauiense és la competició futbolística de l'estat de Piauí. La competició és organitzada per la Federação de Futebol do Piauí.
Anteriorment a 1941 es disputaven dos campionats, un a Teresina i l'altre a Parnaíba

## Campions
Font:
Liga Sportiva Parnahybana - amateur
- 1916:  Parnahyba (1)
- 1917:  Belga (1) [a][2]
- 1918:  Artístico AC (1)
- 1919:  Parnahyba (2)[3]
- 1920: desconegut
- 1921:  International (1)
- 1922:  Piauhy (1)[4][5]
- 1923: desconegut
- 1924:  Parnahyba (3)
- 1925:  Parnahyba (4)
- 1926:  International (2)
- 1927:  Parnahyba (5)
- 1928:  International (3)
- 1929:  Parnahyba (6)
- 1930:  Parnahyba (7)
- 1931:  SC Fluminense (1)
- 1932: desconegut
- 1933: desconegut
- 1934: desconegut
- 1935:  SC Fluminense (2)
- 1936:  Paysandu (1)[6]
- 1937:  Flamengo SC (1)
- 1938:  Flamengo SC (2)
- 1939:  Flamengo SC (3)
- 1940:  Parnahyba (8)

Liga Theresinense de Esportes Terrestres - amateur
- 1918:  Palmeiras (1)
- 1919:  Theresinense (1)
- 1920:  Artístico FC (1)
- 1921:  Militar (1)
- 1922:  Theresinense (2)
- 1923:  Artístico FC (2)
- 1924:  Tiradentes AC (1)
- 1925:  Tiradentes AC (2)
- 1926:  Tiradentes AC (3)
- 1927:  Tiradentes AC (4)
- 1928:  Tiradentes AC (5)
- 1929:  Artístico FC (3)
- 1930:  Artístico FC (4)
- 1931:  Militar (2)
- 1932:  Militar (3)
- 1933:  Artístico FC (5)
- 1934:  Botafogo (1)
- 1935:  Botafogo (2)
- 1936:  Botafogo (3)
- 1937:  Botafogo (4)
- 1938:  Botafogo (5)
- 1939:  Flamengo (1)
- 1940:  Botafogo (6)

Federação de Futebol do Piauí - amateur
- 1941:  Botafogo (7)
- 1942:  Flamengo (2)
- 1943:  Flamengo (3)
- 1944:  Flamengo (4)
- 1945:  Botafogo (8)
- 1946:  Botafogo (9)
- 1947:  Flamengo (5)
- 1948:  Ríver (1)
- 1949:  Botafogo (10)
- 1950:  Ríver (2)
- 1951:  Ríver (3)
- 1952:  Ríver (4)
- 1953:  Ríver (5)
- 1954:  Ríver (6)
- 1955:  Ríver (7)
- 1956:  Ríver (8)
- 1957:  Botafogo (11)
- 1958:  Ríver (9)
- 1959:  Ríver (10)
- 1960:  Ríver (11)
- 1961:  Ríver (12)
- 1962:  Ríver (13)

Federação de Futebol do Piauí - professional
- 1963:  Ríver (14)
- 1964:  Flamengo (6)
- 1965:  Flamengo (7)
- 1966:  Piauí (1)
- 1967:  Piauí (2)
- 1968:  Piauí (3)
- 1969:  Piauí (4)
- 1970:  Flamengo (8)
- 1971:  Flamengo (9)
- 1972:  Tiradentes (1)
- 1973:  Ríver (15)
- 1974:  Tiradentes (2)
- 1975:  Ríver (16)
     i  Tiradentes (3)
- 1976:  Flamengo (10)
- 1977:  Ríver (17)
- 1978:  Ríver (18)
- 1979:  Flamengo (11)
- 1980:  Ríver (19)
- 1981:  Ríver (20)
- 1982:  Tiradentes (4)
- 1983:  Auto Esporte (1)
- 1984:  Flamengo (12)
- 1985:  Piauí (5)
- 1986:  Flamengo (13)
- 1987:  Flamengo (14)
- 1988:  Flamengo (15)
- 1989:  Ríver (21)
- 1990:  Tiradentes (5)
- 1991:  Picos (1)
- 1992:  4 de Julho (1)
- 1993:  4 de Julho (2)
- 1994:  Picos (2)
- 1995:  Cori-Sabbá (1)
- 1996:  Ríver (22)
- 1997:  Picos (3)
- 1998:  Picos (4)
- 1999:  Ríver (23)
- 2000:  Ríver (24)
- 2001:  Ríver (25)
- 2002:  Ríver (26)
- 2003:  Flamengo (16)
- 2004:  Parnahyba (9)
- 2005:  Parnahyba (10)
- 2006:  Parnahyba (11)
- 2007:  Ríver (27)
- 2008:  Barras (1)
- 2009:  Flamengo (17)
- 2010:  Comercial (1)
- 2011:  4 de Julho (3)
- 2012:  Parnahyba (12)
- 2013:  Parnahyba (13)
- 2014:  Ríver (28)
- 2015:  Ríver (29)
- 2016:  Ríver (30)
- 2017:  Altos (1)
- 2018:  Altos (2)
- 2019:  Ríver (31)
- 2020:  4 de Julho (4)
- 2021:  Altos (3)
- 2022:  Fluminense (1)
- 2023:  Ríver (32)
- 2024:  Altos (4)
- 2025:  Piauí (6)

1. ↑  Belga podria ser el club Parnahyba o ser-ne el sobrenom.

## Títols per equip
- 32 Ríver Atlético Clube (Teresina)
- 17 Esporte Clube Flamengo (Teresina)
- 13 Parnahyba Sport Club (Parnaíba)
- 11 Botafogo Esporte Clube (Teresina)
- 6 Piauí Esporte Clube (Teresina)
- 5 Artístico Futebol Clube (Teresina)
- 5 Tiradentes Atlético Clube (Teresina)
- 5 Sociedade Esportiva Tiradentes (Teresina)
- 4 Sociedade Esportiva Picos (Picos)
- 4 4 de Julho Esporte Clube (Piripiri)
- 4 Associação Atlética de Altos (Altos)
- 3 Flamengo Sport Club (Parnaíba)
- 3 Militar Sport Club (Teresina)
- 3 International Athletic Club (Parnaíba)
- 2 Sport Club Fluminense (Parnaíba)
- 2 Theresinense Foot-Ball Club (Teresina)
- 1 Artístico Atlético Club (Parnaíba)
- 1 Auto Esporte Clube (Teresina)
- 1 Barras Futebol Club (Barras)
- 1 Belga Foot-Ball Club (Parnaíba)
- 1 Comercial Atlético Clube (Campo Maior)
- 1 Associação Atlética Cori-Sabbá (Floriano)
- 1 Fluminense Esporte Clube (Teresina)
- 1 Palmeiras Futebol Clube (Teresina)
- 1 Paysandu Esporte Clube (Parnaíba)
- 1 Piauhy Sport Club (Parnaíba)